# Sterling Rope
Sterling Rope est une entreprise américaine produisant des cordes pour les sports, comme l'escalade, l'alpinisme ou la spéléologie, basée à Biddeford dans le Maine aux États-Unis. Elle a été fondée en 1992 par Carolyn Brodsky et son mari Willie Crear. Les produits Sterling Rope sont distribués internationalement, mais leur production est intégralement réalisées aux États-Unis.

## Domaine d'activité

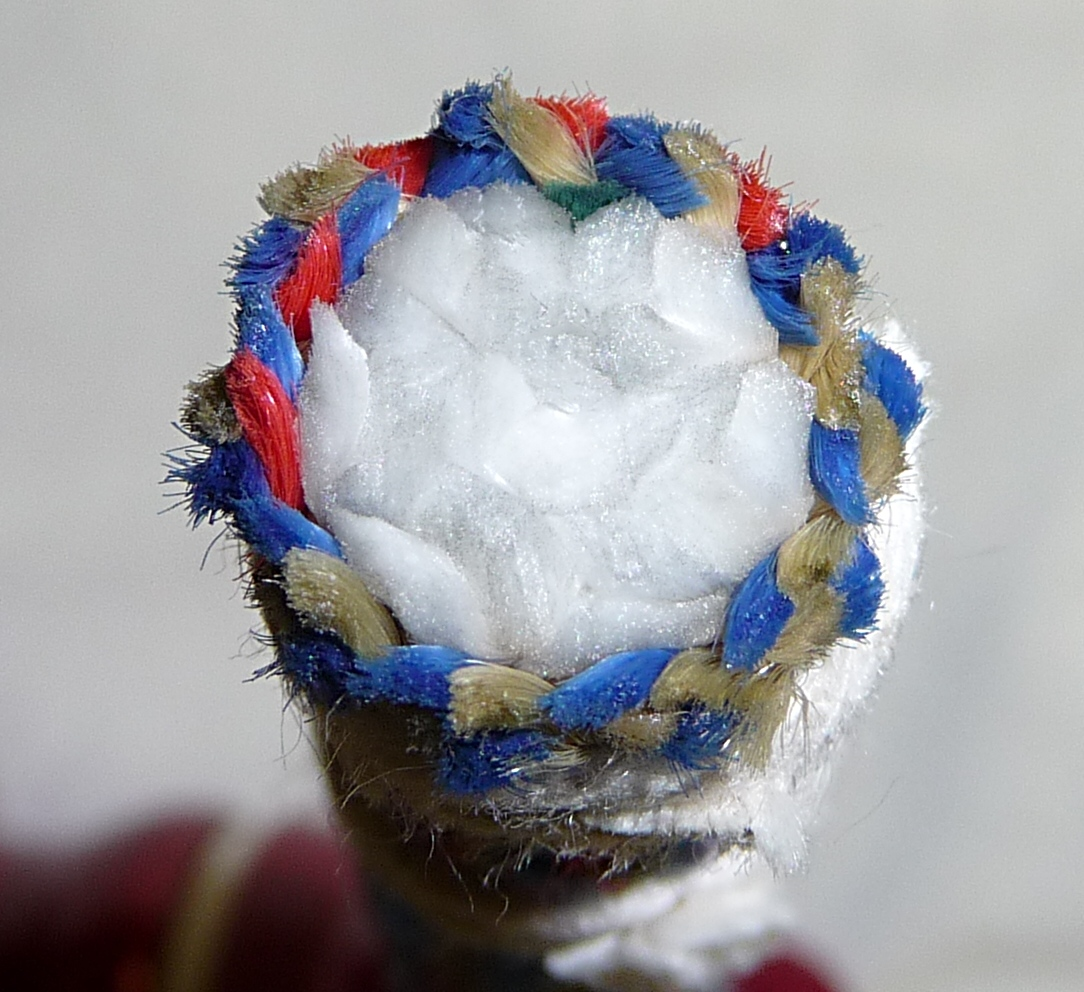
Vue en coupe d'une corde dynamique de 10.7 mm fabriquée par Sterling Rope.

L'entreprise Sterling Rope fabrique essentiellement des cordes pour les sports pratiqué en milieu verticaux comme l'alpinisme, l'escalade et la spéléologie. Mais aussi pour le secourisme, les guides ou les travaux en hauteur. Elle produit aussi des mousquetons, des poulies et des systèmes d'assurage.

## Team Sterling Rope
La « Team Sterling Rope » est composée d'athlètes qui testent les produits Sterling Rope et en font leur promotions. Elle est composée entre autres de :
- Albert Leichtfried
- Ben Clark
- Chris Sharma
- Daila Ojeda Sanchez
- Enzo Oddo
- Joe Kinder
- Kevin Jorgeson
- Paul Robinson